# Onthophagus loveni
Onthophagus loveni là một loài bọ cánh cứng trong họ Bọ hung (Scarabaeidae).